# 蔣嘉棫
蔣嘉棫（1816年—1878年），字季良，號子樸、又号蒓頃，江蘇蘇州府吳縣人，晚清政治人物，曾國藩幕府成員。

## 生平
蔣嘉棫為蘇州婁關蔣氏家族蔣燦裔孫。咸豐元年（1851年）辛亥恩科江南鄉試舉人。歷任安徽補用道、江西按察使等。初為張芾幕府，同治元年（1862年）入曾國藩幕府。同治三年（1864年）九月接替萬啟琛主持安徽牙釐總局，同治六年（1867年）十月仍在任。南京太平天國歷史博物館於2024年3月至5月間舉辦“字裡行間——太平天國歷史博物館藏晚清名人函札展”，其中一件展品即為蔣嘉棫於同治六年十月（1867年11月）為南京宿儒梅曾亮次子謀差事致曾國藩函。著有《三吳勝覽》、《平寇小識》、《退耕隨筆》等書。

## 家庭
來自蘇州婁關蔣氏家族。八世祖蔣燦；本生七世祖蔣圻；六世祖蔣之逵；五世祖蔣佩（字靜友，1657-1680，蔣之逵次子）為常熟庠生；高祖蔣應鰲；本生曾祖蔣孝基；本生祖父蔣錦山；本生父蔣步瀛（字士登，號三島，1773-1844）為歲貢生，晚清吳中書畫家，其畫作《紫薇花扇頁》等為故宮博物院收藏。夫人為六安直隸州巡檢程嘉澍女；繼妻王氏；側室李氏。有四子。